# Chihuahuita
Chihuahuita är en ort i Mexiko.   Den ligger i kommunen Navojoa och delstaten Sonora, i den nordvästra delen av landet, 1 400 km nordväst om huvudstaden Mexico City. Chihuahuita ligger 36 meter över havet och antalet invånare är 398.
Terrängen runt Chihuahuita är platt. Runt Chihuahuita är det ganska glesbefolkat, med 36 invånare per kvadratkilometer. Närmaste större samhälle är Navojoa, 5,8 km sydost om Chihuahuita. Trakten runt Chihuahuita består till största delen av jordbruksmark.